# الصبغه السفلى (أفلح اليمن)

تعديل مصدري - تعديل

الصبغه السفلى هي إحدى قرى عزلة الجوان والقطابية بمديرية أفلح اليمن التابعة لمحافظة حجة، بلغ تعداد سكانها 244 نسمة حسب تعداد اليمن لعام 2004.